# Coin Hill
Coin Hill (auch Coinhill, Hallhole oder Hall Hole genannt) ist ein archäologischer Fundort, der sich westlich von Hallhole und östlich von Meikleour in Perth and Kinross in Schottland befindet. Erste Funde erfolgten im Vorfeld des Baus eines Lagerhauses, das 700 m südlich des Cleaven Dyke und nördlich des River Isla errichtet werden sollte. Bei Bodenabtragungen für die Grundsteinlegung wurden erste Keramikfunde gemacht.

## Die Ausgrabungen
Entlang eines Kiesrückens wurde im Jahr 2017 von C. Fyles auf einer Fläche von 80 × 41 Meter eine Ausgrabung durchgeführt. Erfasst wurden 49 anthropogene Merkmale, 43 davon waren prähistorisch. Sie bestanden aus meist in den kiesigen Untergrund geschnittenen Gruben und Pfostenlöchern, wobei vier Konzentrationen festgestellt wurden. 
Die beiden im Norden des Geländes, zu denen eine Struktur in Form von vier Pfostenlöchern gehörte, erbrachten Töpferware der frühen und mittleren Jungsteinzeit, mit Ausnahme zweier Gruben, aus denen Fragmente von Kragenurnen der Bronzezeit geborgen wurden. Die Konzentration in der Geländemitte erbrachte spätneolithische Grooved Ware vom Typ Durrington Walls. 
Ein oder zwei Elemente schienen durch einen Stampfboden und möglicherweise anderen Hausmüll geschnitten worden zu sein, da sie Mengen von Feuersteinabfällen und kleinen Tonscherben enthielten, von denen einige verkohlt waren. Während die Nordgruppe wenige Steine, hauptsächlich aus Quarz enthielt, erbrachte die zentrale Gruppe auch bearbeitete Steine, überwiegend aus Yorkshire-Feuerstein. 
In Bodenproben wurden Emmer- und Nacktgerstekörner gefunden, die meisten im Norden des Standorts aus einer Grube, in der sich ansonsten frühneolithische Töpferware und Quarzwerkzeuge fanden. Es wurden auch Samen von Klee, Lein und Wicke bestimmt. Überall auf dem Gelände wurden Haselnussschalen gefunden. 
Es wurden fünf kalibrierte Radiokarbondaten erzeugt. Sie repräsentieren fünf Phasen prähistorischer Aktivitäten, die sich eventuell über 1500 Jahre erstrecken, im Frühneolithikum begannen und in der Frühbronzezeit endeten.